# Língua panjabi
O panjabi (ਪੰਜਾਬੀ no gurmukhi e پنجابی no shahmukhi, transl. Pañjābī) também chamado de panjábi, punjábi, penjabi, penjabês e punjabi, é uma língua indo-ariana falada pelo povo panjabi, natural da região do Panjabe, na Índia, e de partes do Paquistão. É uma língua indo-europeia, do subgrupo das línguas indo-iranianas.
Ao contrário das outras línguas indo-europeias, o panjabi é uma língua tonal. Na sua escrita, se utiliza principalmente o alfabeto gurmukhi. No Paquistão, onde este idioma não tem reconhecimento oficial, se escreve habitualmente no alfabeto shahmukhi, uma modificação da variante persa do alfabeto árabe, similar ao usado na língua urdu. A maioria dos falantes hindus no estado indiano de Panjabe e nos estados vizinhos de Himachal Pradesh e de Haryana utilizam o alfabeto devanágari.
Panjabi é a língua mais falada no Paquistão, a 11ª língua mais falada na Índia e a terceira língua nativa mais falada no subcontinente indiano. É a terceira língua mais falada no Reino Unido, depois das línguas nativas britânicas e do polonês. É também a quinta língua nativa mais falada no Canadá, depois do inglês, francês, mandarim e cantonês. É a vigésima sexta língua mais falada nos Estados Unidos e a décima na Austrália.

## Etimologia
A palavra panjabi (às vezes soletrada punjabi) foi derivada da palavra Panj-āb, persa para 'Cinco Águas', referindo-se aos cinco principais afluentes orientais do Rio Indo. O nome da região foi introduzido pelos conquistadores turco-persas do Sul da Ásia e foi uma tradução do nome sânscrito para a região, Panchanada, que significa 'Terra dos Cinco Rios'.
Panj é cognato com sânscrito pañca (पञ्च), grego pénte (πέντε) e lituano Penki, todos significando 'cinco'; āb é cognato com Sânscrito áp (अप्) e com o Av- de Avon. A região histórica do Panjabe, agora dividida entre a Índia e o Paquistão, é definida fisiograficamente pelo rio Indo e esses cinco afluentes. Um dos cinco, o rio Beás, é tributário de outro, o Sutle.

## Fonologia
Embora exista uma distinção de comprimento de vogal entre vogais curtas e longas, refletida nas convenções ortográficas Gurmukhi modernas, ela é secundária ao contraste de qualidade vocálica entre vogais centralizadas / ɪ ə ʊ / e vogais periféricas / iː eː ɛː aː ɔː oː uː / em termos de significado fonético.
|               | Anterior | Quase anterior | Central | Quase posterior | Posterior |
| ------------- | -------- | -------------- | ------- | --------------- | --------- |
| Fechada       | iː ਈ اِی‎  |                |         |                 | uː ਊ اُو‎   |
| Quase fechada |          | ɪ ਇ اِ‎          |         | ʊ ਉ اُ‎           |           |
| Semifechada   | eː ਏ اے‎  |                |         |                 | oː ਓ او‎   |
| Média         |          |                | ə ਅ اَ‎   |                 |           |
| Semiaberta    | ɛː ਐ اَے‎  |                |         |                 | ɔː ਔ اَو‎   |
| Aberta        |          |                | aː ਆ آ‎  |                 |           |

|                    |             | Labial  | Dental/ Alveolar | Retroflexa | Palatal  | Velar   | Glotal |
| ------------------ | ----------- | ------- | ---------------- | ---------- | -------- | ------- | ------ |
| Nasal              | Nasal       | m ਮ م‎   | n ਨ ن‎            | ɳ ਣ ݨ‎      | ɲ ਞ ن‎    | ŋ ਙ ن٘‎   |        |
| Oclusiva/ Africada | tenuis      | p ਪ پ‎   | t ਤ ت‎            | ʈ ਟ ٹ‎      | t͡ʃ ਚ چ‎   | k ਕ ک‎   |        |
| Oclusiva/ Africada | aspirada    | pʰ ਫ پھ‎ | tʰ ਥ تھ‎          | ʈʰ ਠ ٹھ‎    | t͡ʃʰ ਛ چھ‎ | kʰ ਖ کھ‎ |        |
| Oclusiva/ Africada | sonora      | b ਬ ب‎   | d ਦ د‎            | ɖ ਡ ڈ‎      | d͡ʒ ਜ ج‎   | ɡ ਗ گ‎   |        |
| Fricativa          | surda       | (f ਫ਼ ف‎) | s ਸ س‎            |            | ʃ ਸ਼ ش‎    | (x ਖ਼ خ‎) |        |
| Fricativa          | sonora      |         | (z ਜ਼ ز‎)          |            |          | (ɣ ਗ਼ غ‎) | ɦ ਹ ہ‎  |
| Rótica             | Rótica      |         | ɾ~r ਰ ر‎          | ɽ ੜ ڑ‎      |          |         |        |
| Aproximante        | Aproximante | ʋ ਵ و‎   | l ਲ ل‎            | ɭ ਲ਼ لؕ‎      | j ਯ ی‎    |         |        |

As três consoantes retroflexas /ɳ ɽ ɭ/ não ocorrem inicialmente, e as nasais /ŋ ɲ/ ocorrem apenas como alofones de /n/ em agrupamentos com velares e palatais. O fonema /ʃ/ bem estabelecido pode ser realizado alofonicamente como a fricativa retroflexa surda / ʂ / em aglomerados aprendidos com retroflexos. O estado fonêmico das fricativas /f z x ɣ/ varia com a familiaridade com as normas do hindustani, com os pares /f pʰ/, /z d͡ʒ/, /x kʰ/ e /ɣ g/ sistematicamente distinguidos na fala educada. O retroflexo lateral é mais comumente analisado como um aproximante em oposição a um retalho.

### Tons
| Gurmukhi | Shahmukhi | Transliteração | Tom           | Tradução |
| -------- | --------- | -------------- | ------------- | -------- |
| ਘਰ       | گھر‎       | kàr            | Queda alta    | Casa     |
| ਕਰ੍ਹ      | کرھ‎       | kár            | Subida baixa  | Caspa    |
| ਕਰ       | کر‎        | kar            | Nivelado      | Fazer    |
| ਘੋੜਾ       | گھوڑا‎     | kòṛā           | Alto-Caindo   | Cavalo   |
| ਕੋੜ੍ਹਾ      | کوڑھا‎     | kóṛā           | Baixo-Subindo | Leproso  |
| ਕੋੜਾ       | کوڑا‎      | kōṛā           | Nivelado      | Chicote  |

O tom nivelado é encontrado em cerca de 75% das palavras e é descrito por alguns como ausência de tom. Existem também algumas palavras cujo tom ascendente na primeira sílaba e descendente na segunda. (Alguns escritores descrevem isso como um quarto tom.) No entanto, um estudo acústico recente de seis falantes de panjabi nos Estados Unidos encontrou evidências de um tom descendente separado após uma consoante medial.
É considerado que esses tons surgiram quando consoantes aspiradas expressas (gh, jh, ḍh, dh, bh) perderam sua aspiração. No início de uma palavra, elas se tornaram consoantes não aspiradas e mudas (k, c, ṭ, t, p) seguidas por um tom de queda aguda; medialmente ou finalmente, elas se tornaram consoantes sonoras não aspiradas (g, j, ḍ, d, b), precedidas por um tom ascendente baixo. (O desenvolvimento de um tom de queda aguda aparentemente não ocorreu em todas as palavras, mas apenas naquelas que historicamente tinham uma vogal longa.)
A presença de um [h] (embora o [h] agora seja silencioso ou pronunciado de maneira muito fraca, exceto palavra - inicialmente) palavra - finalmente (e às vezes medialmente) também costuma causar um tom ascendente antes dele, por exemplo cá (h) "chá"
A escrita Gurmukhi que foi desenvolvida no século XVI tem letras separadas para sons aspirados sonoros, então acredita-se que a mudança na pronúncia das consoantes e o desenvolvimento dos tons podem ter ocorrido desde então.

## História

### Origens
O panjabi foi desenvolvido a partir das línguas Prakrit e depois Apabhraṃśa (Sânscrito: अपभ्रंश, 'corrupção' ou 'fala corrompida') A partir de 600 AC, o Sânscrito foi defendido como língua oficial e o Prakrit deu origem a muitas línguas regionais em diferentes partes da Índia. Todas essas línguas são chamadas de Prakrit (Sânscrito: प्राकृत, prākṛta) coletivamente. Paishachi Prakrit era uma dessas línguas Prakrit, que era falada no norte e noroeste da Índia e panjabi desenvolvido a partir deste Prakrit. Mais tarde, no norte da Índia, Paishachi Prakrit deu origem a Paishachi Aparbhsha, um descendente de Prakrit. Panjabi emergiu como um Apabhramsha, uma forma degenerada de Prakrit, no século VII d.C. e se tornou estável no século X. Os primeiros escritos em panjabi pertencem à era Nath Yogi do século IX ao século XIV. A linguagem dessas composições é morfologicamente mais próxima do Shauraseni Apbhramsa, embora o vocabulário e o ritmo sejam carregados de coloquialismo e folclore extremos.

### Influência Árabe e Persa
A influência árabe e persa moderna na região histórica de Panjabe começou com as conquistas muçulmanas do final do primeiro milênio no subcontinente indiano. Muitas palavras persas e árabes foram incorporadas ao panjabi. Assim, o panjabi depende muito de palavras persas e árabes que são usadas com uma abordagem liberal da linguagem. As palavras mais importantes em panjabi, como ਅਰਦਾਸ e ਰਹਿਰਾਸ, e palavras comuns, como ਨਹਿਰ, ਜ਼ਮੀਨ, ਗਜ਼ਲ, etc., vieram todas do persa.
Na verdade, os sons de ਜ਼, ਖ਼, ਸ਼ e ਫ਼ foram emprestados do persa. Mais tarde, foi lexicalmente influenciado pelo português (palavras como ਅਲਮਾਰੀ), grego (palavras como ਦਾਮ), chagatai (palavras como ਕੈਂਚੀ, ਸੁਗਾਤ), japonês (palavras como ਰਿਕਸ਼ਾ), chinês (palavras como ਚਾਹ, ਲੀਚੀ, ਲੁਕਾਠ) e inglês ( palavras como ਜੱਜ, ਅਪੀਲ, ਮਾਸਟਰ), embora essas influências tenham sido menores em comparação com o persa e o árabe.
| Português                 | Gurmukhi (Punjab, India)               | Shahmukhi (Punjab, Pakistan)  |
| ------------------------- | -------------------------------------- | ----------------------------- |
| Presidente                | ਰਾਸ਼ਟਰਪਤੀ (rāshtarpatī)                   | صدرمملکت‎ (sadar-e mumlikat)   |
| Artigo                    | ਲੇਖ (lēkh)                              | مضمون‎ (mazmūn)                |
| Primeiro Ministro         | ਪਰਧਾਨ ਮੰਤਰੀ (pardhān mantarī)*            | وزیراعظم‎ (wazīr-e aʿzam)      |
| Familia                   | ਪਰਿਵਾਰ (parivār)* ਟੱਬਰ (ṭabbar) ਲਾਣਾ (lāṇā) | خاندان‎ (kḥāndān) ٹبّر‎ (ṭabbar) |
| Filosofia                 | ਫ਼ਲਸਫ਼ਾ (falsafā) ਦਰਸ਼ਨ (darshan)          | فلسفہ‎ (falsafā)               |
| Capital (sede do governo) | ਰਾਜਧਾਨੀ (rājdhānī)                        | دارالحکومت‎ (dārul hakūmat)    |
| Espectador                | ਦਰਸ਼ਕ (darshak)                         | ناظرین‎ (nāzarīn)              |
| Ouvinte                   | ਸਰੋਤਾ (sarotā)                           | سامع‎ (sāma)                   |

### Tempos Modernos
O panjabi é falado em muitos dialetos em uma área de Deli a Islamabade. O dialeto Majhi foi adotado como panjabi padrão na Índia e no Paquistão para educação, mídia, etc. O dialeto Majhi se originou na região de Majha do Panjabe. A região de Majha consiste em vários distritos orientais do Paquistão, Panjabe e na Índia em torno dos distritos de Amritsar, Gurdaspur, Pathankot e Tarn Taran. As duas cidades mais importantes nesta área são Lahore e Amritsar.
Na Índia, o panjabi é escrito no script Gurmukhī em escritórios, escolas e mídia. Gurmukhi é a escrita oficial padrão para o panjabi, embora muitas vezes seja escrita não oficialmente em escrita latina devido à influência do inglês, as duas principais línguas oficiais da Índia no âmbito da União.
No Paquistão, o panjabi é geralmente escrito usando a escrita Shahmukhī, criada a partir de uma modificação da escrita persa Nastaʿlīq. No Paquistão, o panjabi empresta palavras técnicas dos idiomas persa e árabe, assim como o urdu.

## Distribuição Geográfica
Panjabi é a língua mais falada no Paquistão, a décima primeira mais falada na Índia e a diáspora panjabi falada em vários países.

### Paquistão
Panjabi é a língua mais falada no Paquistão, sendo a língua nativa de 44% da população. É a língua provincial da província de Panjabe.
| Ano  | População do Paquistão | Porcentagem | Falantes de Panjabi |
| ---- | ---------------------- | ----------- | ------------------- |
| 1951 | 33,740,167             | 57.08%      | 22,632,905          |
| 1961 | 42,880,378             | 56.39%      | 28,468,282          |
| 1972 | 65,309,340             | 56.11%      | 43,176,004          |
| 1981 | 84,253,644             | 48.17%      | 40,584,980          |
| 1998 | 132,352,279            | 44.15%      | 58,433,431          |
| 2017 | 207,774,520            | 38.78%      | 80,574,958          |

### Índia
Panjabi é falado como língua nativa por cerca de 33 milhões de pessoas na Índia. Panjabi é a língua oficial do estado indiano de Panjabe. É oficial adicional em Harianá e Déli. Alguns de seus principais centros urbanos no norte da Índia são Anritsar, Ludiana, Chandigar, Jalandar, Ambala, Patiala, Batinda, Hoxiarpur e Déi.
| Ano  | População da Índia | Falantes de Panjabi na Índia | Porcentagem |
| ---- | ------------------ | ---------------------------- | ----------- |
| 1971 | 548,159,652        | 14,108,443                   | 2.57%       |
| 1981 | 665,287,849        | 19,611,199                   | 2.95%       |
| 1991 | 838,583,988        | 23,378,744                   | 2.79%       |
| 2001 | 1,028,610,328      | 29,102,477                   | 2.83%       |
| 2011 | 1,210,193,422      | 33,124,726                   | 2.74%       |

### Diáspora Panjabi
O panjabi também é falado como língua minoritária em vários outros países onde o povo panjabi emigrou em grande número, como Estados Unidos, Austrália, Reino Unido e Canadá, onde é o quarto idioma mais comumente usado. Havia 76 milhões de falantes de panjabi no Paquistão em 2008, 33 milhões na Índia em 2011, 0,7 milhões no Canadá em 2016, 0,3 milhões nos Estados Unidos e números menores em outros países.

## Principais dialetos

### Majhi (panjabi Padrão)
O dialeto Majhi falado em torno de Amritsar e Lahore é o dialeto de prestígio do panjabi. Majhi é falado no coração de Panjabe, na região de Majha, que abrange Lahore, Amritsar, Gurdaspur, Kasur, Tarn Taran, Faisalabad, Nankana Sahib, Pathankot, Okara, Pakpattan, Sahiwal, Narowal, Sheikhupura, Sialkot, Gujranwala, Gujrat e Distritos de Mandi Bahauddin. Língua oficial panjabi baseada no Majhi.
Majhi retém as consoantes nasais  /ŋ/ e /ɲ/, que foram substituídas em outros lugares por /ɡ/ e /d͡ʒ/ não nasais, respectivamente.

### Shahpuri
O dialeto Shahpuri (também conhecido como dialeto Sargodha) é falado principalmente no Panjabe do Paquistão. Seu nome é derivado do antigo distrito de Shahpur (agora Shahpur Tehsil, sendo parte do distrito de Sargodha). É falado em uma ampla área, falado nos distritos de Sargodha e Khushab e também nos distritos vizinhos de Mianwali e Bhakkar. É falado principalmente na extremidade oeste do rio Indo até o rio Chenab cruzando o rio Jhelum.

### Malwai
Malwai é falado na parte sul do Panjabe indiano e também nos distritos de Bahawalnagar e Vehari, no Paquistão. As áreas principais são faridkot, Barnala, Ludhiana, Patiala, Ambala, Bathinda, Mansa, Sangrur, Malerkotla, Fazilka, Ferozepur, Moga. Malwa é a parte sul e central do atual Panjabe indiano. Também inclui as áreas do norte de língua panjabi de Haryana, viz. Ambala, Panchkula etc. Não deve ser confundida com a língua Malvi, que compartilha seu nome.

### Doabi
Doabi é falado no Panjabe indiano, bem como em partes do Panjabe Paquistão, devido à migração pós-1947 da população muçulmana do Panjabe Oriental. A palavra "Do Aabi" significa "a terra entre dois rios" e esse dialeto foi historicamente falado entre os rios Beas e Sutlej na região chamada Doaba. As regiões em que é falado atualmente incluem os distritos de Jalandhar, Hoshiarpur e Kapurthala no Panjabe indiano, especificamente nas áreas conhecidas como Dona e Manjki, bem como os distritos de Toba Tek Singh e Faisalabade no Panjabe paquistanês, onde o dialeto é conhecido como Faisalabadi panjabi.

### Puadhi
Puadh é uma região de Panjabe e partes de Harianá entre os rios Sutle e Gagar. A parte situada ao sul, sudeste e leste de Rupnagar adjacente ao distrito de Ambala (Harianá) é Puadhi. O Puadh se estende daquela parte do distrito de Rupnagar que fica perto de Satluj até além do rio Ghaggar, no leste, até Kala Amb, que fica na fronteira dos estados de Himachal Pradexe e Harianá. Partes do distrito de Fatehgarh Sahib e partes dos distritos de Patiala como Rajpura também fazem parte de Puadh. O dialeto Puadhi é falado em uma grande área no atual Panjabe, bem como em Haryana. Em Panjabe, Kharar, Kurali, Ropar, Nurpurbedi, Morinda, Pail, Rajpura e Samrala são áreas onde o Puadhi é falado e a área do dialeto também inclui Pinjore, Kalka, Ismailabad, Pehowa à área de Bangar no distrito de Fatehabad.

### Jatki/Jangli/Rachnavi
Jatki ou Jangli é um dialeto de tribos nativas de áreas cujos nomes são frequentemente sufixados com Bar derivado de Jungle Bar antes do sistema de irrigação chegar no início do século XX, por exemplo, Sandal Bar, Kirana Bar, Neeli Bar, Ganji Bar. Os nativos chamavam seu dialeto de Jatki em vez de Jangli.
O dialeto jatki é falado principalmente pelos povos indígenas dos distritos de Faisalabad, Jhang, Toba Tek Singh, Chiniot, Nankana Sahib, Hafizabad, Mandi Bahauddin, Sargodha, Sahiwal, Okara, Pakpattan, Bahawalnagar, Vehari e Khanewal do Paquistão. Também é falado em algumas áreas dos distritos de Sheikhupura, Muzaffargarh, Lodhran 'Bahawalpur e Fazilka do Panjabe indiano.

### Jhangochi/Jhangvi
Jhangochi, falado nos distritos de Khanewal e Jhang, é um subdialeto de Jatki / Jangli. A palavra Jhangochi tem limitações, pois não representa toda a região da barra de Panjabe.

### Chenavari
A oeste do rio Chenab no distrito de Jhang do Panjabe do Paquistão, o dialeto de Jhangochi se funde com o Thalochi e o dialeto resultante é Chenavari, cujo nome deriva do rio.

## Gramática
Panjabi tem uma ordem de palavras canônica de SOV (sujeito-objeto-verbo). Tem posposições em vez de preposições.
Panjabi distingue dois gêneros, dois números e cinco casos de direto, oblíquo, vocativo, ablativo e locativo / instrumental. O ablativo ocorre apenas no singular, em variação livre com caso oblíquo mais posposição ablativa, e o locativo / instrumental é geralmente confinado a expressões adverbiais definidas.
Os adjetivos, quando recusáveis, são marcados de acordo com o gênero, número e caixa dos substantivos que qualificam. Há também uma distinção T-V. Sobre o caso flexional é construído um sistema de partículas conhecido como postposições, que são paralelas às preposições do inglês. É seu uso com um substantivo ou verbo que exige que o substantivo ou verbo assuma a caixa oblíqua, e é com eles que reside o locus da função gramatical ou "marcação de caso". O sistema verbal Panjabi é amplamente estruturado em torno de uma combinação de aspecto e tempo / humor. Como o sistema nominal, o verbo Panjabi leva um único sufixo flexional e é frequentemente seguido por camadas sucessivas de elementos como verbos auxiliares e postposições à direita da base lexical.
Os adjetivos, quando recusáveis, são marcados de acordo com o gênero, número e caixa dos substantivos que qualificam. Há também uma distinção T-V. Sobre o caso flexional é construído um sistema de partículas conhecido como postposições, que são paralelas às preposições do inglês. É seu uso com um substantivo ou verbo que exige que o substantivo ou verbo assuma a caixa oblíqua, e é com eles que reside o locus da função gramatical ou "marcação de caso". O sistema verbal panjabi é amplamente estruturado em torno de uma combinação de aspecto e tempo / humor. Como o sistema nominal, o verbo panjabi leva um único sufixo flexional e é frequentemente seguido por camadas sucessivas de elementos como verbos auxiliares e postposições à direita da base lexical.
A gramática da língua panjabi diz respeito à ordem das palavras, marcação de maiúsculas e minúsculas, conjugação de verbos e outras estruturas morfológicas e sintáticas da língua panjabi.

## Vocabulário
O Vocabulário de panjabi vem principalmente de línguas indo-arianas, mas também tem bastante influência de árabe e inglês.

## Escritas

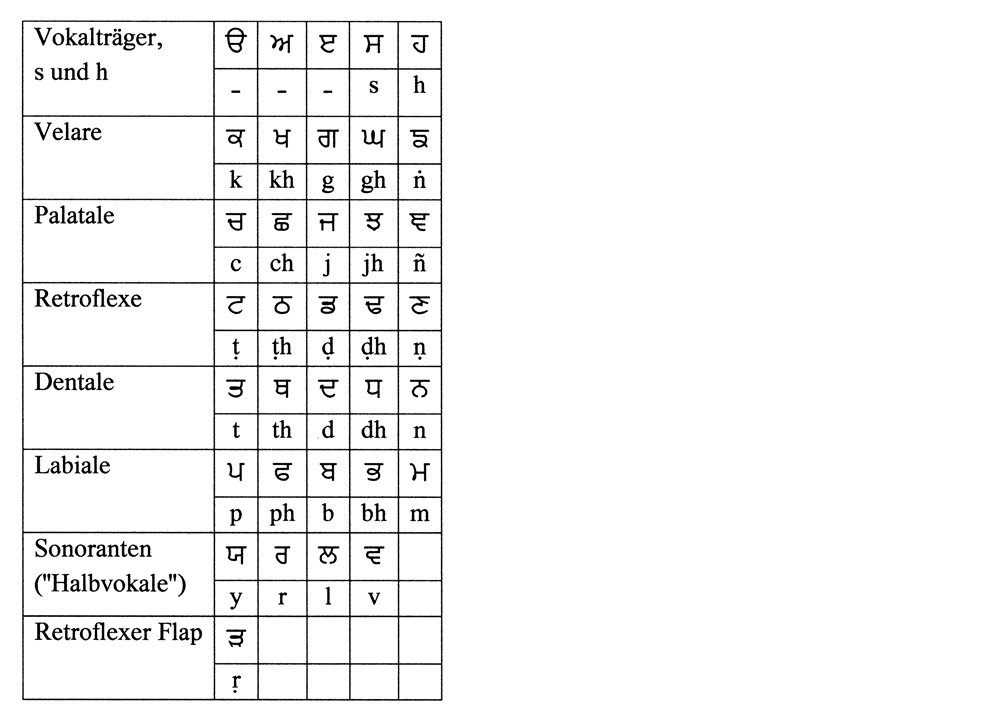
Escrita Gurmukhi e seus sons correspondentes

A língua panjabi é escrita em vários scripts (um fenômeno conhecido como digraphia sincrônica). Cada um dos principais scripts atualmente em uso é tipicamente associado a um grupo religioso particular, embora a associação não seja absoluta ou exclusiva.  Na Índia, os Sikhs de Punjabi usam o Gurmukhi, uma escrita da família Brahmica, que tem status oficial no estado de Panjabe. No Paquistão, os muçulmanos do panjabi usam o Shahmukhi, uma variante da escrita perso-árabe e intimamente relacionada ao alfabeto urdu. Os hindus de panjabi na Índia tinham uma preferência por Devanagari, outra escrita Brahmica também usada para Hindi, e nas primeiras décadas desde a independência levantaram objeções à adoção uniforme de Gurmukhi no estado de Panjabe, mas a maioria agora mudou para Gurmukhi e, portanto, o uso de Devanagari é raro.
Historicamente, vários scripts brahmicos locais, incluindo Laṇḍā e seus descendentes, também estavam em uso.

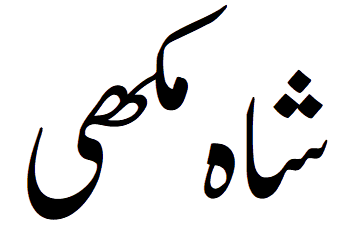
Escrita Shahmukhi

## Status
Apesar da rica história literária do panjabi, só em 1947 ele seria reconhecido como língua oficial. Os governos anteriores na área do Panjabe favoreceram o persa, o hindustani ou mesmo versões padronizadas anteriores de registros locais como o idioma do tribunal ou do governo. Após a anexação do Império Sikh pela Companhia Britânica das Índias Orientais após a Segunda Guerra Anglo-Sikh em 1849, a política britânica de estabelecer uma linguagem uniforme para a administração foi expandida para o Panjabe. O Império Britânico empregava o urdu na administração do centro-norte e do noroeste da Índia, enquanto no nordeste da Índia, a língua bengali era usada como língua de administração. Apesar de sua falta de sanção oficial, a língua panjabi continuou a florescer como um instrumento de produção cultural, com ricas tradições literárias continuando até os tempos modernos. A religião Sikh, com sua escrita Gurmukhi, desempenhou um papel especial na padronização e fornecimento de educação na língua por meio de Gurdwaras, enquanto escritores de todas as religiões continuaram a produzir poesia, prosa e literatura na língua.
Na Índia, o panjabi é uma das 22 línguas oficiais da Índia. É a primeira língua oficial do estado indiano de Panjabe. Panjabi também tem status oficial de segundo idioma em Delhi, juntamente com o urdu e em haryana. No Paquistão, nenhuma língua étnica regional recebeu status oficial em nível nacional e, como tal, o panjabi não é uma língua oficial em nível nacional, embora seja a língua mais falada no Paquistão depois do urdu, a língua nacional do Paquistão. É, no entanto, a língua oficial da província de Panjabe, Paquistão, a segunda maior e mais populosa província do Paquistão, bem como no Território da Capital de Islamabad. As únicas duas línguas nacionais oficiais no Paquistão são o urdu e o inglês, que são consideradas as línguas francas do Paquistão.

### No Paquistão
Quando o Paquistão foi criado em 1947, embora o panjabi fosse a língua majoritária no Paquistão Ocidental e o bengali a maioria no Paquistão Oriental e no Paquistão como um todo, o inglês e o urdu foram escolhidos como línguas nacionais. A escolha do urdu foi devido à sua associação com o nacionalismo muçulmano do sul da Ásia e porque os líderes da nova nação queriam uma língua nacional unificadora em vez de promover a língua de um grupo étnico em detrimento de outra. A transmissão no idioma panjabi pela Pakistan Broadcasting Corporation diminuiu na TV e no rádio depois de 1947. O artigo 251 da Constituição do Paquistão declara que essas duas línguas seriam as únicas línguas oficiais em nível nacional, enquanto os governos provinciais teriam permissão para tomar providências para o uso de outras línguas. No entanto, na década de 1950, a constituição foi emendada para incluir o idioma bengali. Eventualmente, o panjabi recebeu o status de língua provincial na província de Panjabe, enquanto o idioma sindi recebeu status oficial em 1972, após 1972 Violência linguística em Sinde.
Apesar de ganhar reconhecimento oficial em nível provincial, panjabi não é uma língua de instrução para alunos do ensino fundamental ou médio na província de Panjabe (ao contrário de Sindi e Pashto em outras províncias). Os alunos das escolas secundárias podem escolher o idioma como eletivo, enquanto a instrução ou o estudo em panjabi permanecem raros no ensino superior. Um exemplo notável é o ensino da língua e literatura panjabi pela Universidade do Panjabe em Laore, que começou em 1970 com o estabelecimento de seu Departamento de Panjabi.
Na esfera cultural, existem muitos livros, peças de teatro e canções sendo escritas ou produzidas na língua panjabi no Paquistão. Até a década de 1970, havia um grande número de filmes em panjabi sendo produzidos pela indústria cinematográfica de Lollywood, entretanto, desde então, o urdu se tornou uma língua muito mais dominante na produção cinematográfica. Além disso, os canais de televisão na província de Panjabe (centrados na área de Lahore) são transmitidos em urdu. A preeminência do urdu tanto na transmissão quanto na indústria cinematográfica de Lollywood é vista pelos críticos como prejudicial à saúde da língua.
O uso de urdu e inglês como as línguas quase exclusivas de transmissão, o setor público e a educação formal levaram alguns a temer que o panjabi no Paquistão esteja sendo relegado a uma língua de baixo status e que esteja sendo negado um ambiente onde pode florescer. Vários líderes educacionais proeminentes, pesquisadores e comentaristas sociais ecoaram a opinião de que a promoção intencional do urdu e a contínua negação de qualquer sanção oficial ou reconhecimento da língua panjabi equivale a um processo de "urduização" prejudicial à saúde da língua panjabi Em agosto de 2015, a Academia de Letras do Paquistão, o Conselho Internacional de Escritores (IWC) e o Congresso Mundial de Panjabi (WPC) organizaram a Conferência Khawaja Farid e exigiu que uma universidade de língua panjabi deveria ser estabelecido em Lahore e que o idioma panjabi seja declarado como meio de instrução no nível primário. Em setembro de 2015, um caso foi ajuizado na Suprema Corte do Paquistão contra o Governo de Panjabe, Paquistão, uma vez que não tomou qualquer medida para implementar a língua panjabi na província. Além disso, vários milhares de panjabis se reúnem em Lahore todos os anos no Dia Internacional da Língua Materna. Thinktanks, organizações políticas, projetos culturais e indivíduos também exigem autoridades em nível nacional e provincial para promover o uso da língua nas esferas pública e oficial.

### Na Índia
No nível federal, panjabi tem status oficial por meio do Oitavo Programa da Constituição Indiana, conquistado após o movimento panjabi Suba dos anos 1950. Em nível estadual, o panjabi é a única língua oficial do estado de Panjabe, embora tenha status oficial secundário nos estados de Haryana e Delhi. Em 2012, também se tornou a língua oficial adicional de Bengala Ocidental em áreas onde a população excede 10% de um determinado bloco, subdivisão ou distrito.
As leis federais e estaduais especificam o uso do panjabi no campo da educação. O estado de Panjabe usa a Fórmula das Três Línguas, e o panjabi deve ser o meio de instrução ou uma das três línguas aprendidas em todas as escolas de Panjabe. Panjabi também é uma língua obrigatória em Haryana, e outros estados com uma minoria significativa de língua panjabi são obrigados a oferecer educação média em panjabi.
Existem vibrantes indústrias de filmes e notícias em panjabi na Índia, no entanto, as séries em panjabi tiveram uma presença muito menor na televisão nas últimas décadas devido às forças do mercado. Apesar do panjabi ter um reconhecimento oficial muito maior na Índia, onde a língua panjabi é oficialmente admitida em todas as funções sociais necessárias, enquanto no Paquistão ela é usada apenas em alguns programas de rádio e TV, as atitudes da elite educada em inglês em relação à língua são ambivalentes como estão no vizinho Paquistão. Também há alegações de apatia do estado em relação ao idioma em áreas de maioria não panjabi, como Haryana e Delhi.